# 茨城交通鯉渕営業所
茨城交通鯉渕営業所（いばらきこうつうこいぶちえいぎょうしょ）は、茨城県水戸市鯉渕町に位置する茨城交通の営業所。
2010年（平成22年）5月31日までは茨城オートの営業所であった。

## 沿革
- 2010年（平成22年）6月1日 - 茨城交通が茨城オートを吸収合併。茨城交通鯉渕営業所となる。
- 2022年（令和4年）
  - 4月1日 - 「赤塚駅南口〜大山原〜水戸医療センター」線、「赤塚駅南口〜萱場〜水戸医療センター」線が廃止[1]。
  - 9月1日 - 「友部駅〜柿橋〜鯉渕営業所」線廃止、「友部駅〜柿橋〜鯉淵学園学生ホール」線運行開始[2]。
- 2023年（令和5年）10月23日 - 赤塚駅南口〜河和田並木〜鯉淵営業所線廃止。[3]

## 一般路線

### 現行路線
- [1]：水戸駅北口 - 大工町 - 歴史館偕楽園入口 - 表町 - 桜川団地 - 桜川西団地 - 桜川車庫
- [1]：水戸駅北口 - 大工町 - 歴史館偕楽園入口 - 表町 - 若林 - 宮前 - 桜川車庫
- [1]：水戸駅北口 - 大工町 - 歴史館偕楽園入口 - 表町 - 若林 - 赤塚駅南口
- [1]：水戸駅北口 - 大工町 - 歴史館偕楽園入口 - 表町 - 若林 - 鯉淵車庫
- [1]：水戸駅北口 - 大工町 - 歴史館偕楽園入口 - 表町 - 桜川団地 - 桜川西団地 - 桜川車庫 - 鯉淵車庫
- [1]：水戸駅北口 - 大工町 - 歴史館偕楽園入口 - 表町 - 桜川団地 - 鯉淵車庫
- [1]：水戸駅北口 - 大工町 - 歴史館偕楽園入口 - 表町 - 若林 - 鯉淵営業所 - 旭台団地入口 - 友部駅
- [1]：水戸駅北口 - 大工町 - 歴史館偕楽園入口 - 表町 - 若林 - 鯉淵営業所 - 中央病院 - 友部駅
- [2]：水戸駅南口 - 偕楽園南口 - 表町 - 桜川団地 - 桜川西団地 - 桜川車庫
- 鯉淵営業所 - 旭台団地入口 - 友部駅
- 中央病院 - 友部駅
- 水戸駅南口 - 県庁 - 県庁バスターミナル
- 赤塚駅南口 - 河和田小学校 - 常陸高田
- 友部駅 - 柿橋 - 鯉淵学園学生ホール
- 友部駅 - 友部二中 - 旭台団地 - 友部駅
- 赤塚駅南口 - 宮前 - 市立競技場
- 友部駅 - こころの医療センター - モノタロウ前
- 岩間駅 -下土師 - 下安居酒屋
- 1：水戸駅 - 大工町 - 石川町 - 赤塚駅
- 5：水戸駅 - 大工町 - 東原二丁目 - 常磐小学校前 - 曙町 - 茨大前営業所
- 11：茨大前営業所 - 新原三差路 - 自由ヶ丘 - 大工町 - 水戸駅
- 12：茨大前営業所 - 栄町 - 水戸駅
- 19：茨大前営業所 - 茨大正門前 - 附属中前 - 曙町 - 新原三差路 - 石川町 - 赤塚駅
- 23：水戸駅 - 大工町 - 常磐大学前 - 御殿山団地 - 赤塚駅南口 - 河和田団地
- 24：茨大前営業所 - 五中前 - 石川三丁目 - 赤塚駅
- 37：水戸駅 - 大工町 - 桜山 - 見川 - 清水 - 市民球場 - 桜ノ牧高校 - 水戸医療センター
- 73：茨大前営業所 - 曙町 - 新原三差路 - 石川町 - 赤塚駅 - 中丸 - 双葉台団地 - イオンモール水戸内原
- 74：水戸駅 - 大工町 - 石川町 - 赤塚駅 - 杉崎十字路 - イオンモール水戸内原
- 81：水戸駅 - 大工町 - 東赤塚 - 赤塚駅
- 赤塚駅南口 - 桜ノ牧高校前 - 県庁バスターミナル
- 赤塚駅南口 - 高天原団地 - 桜川車庫 - 桜ノ牧高校 - 水戸医療センター
- 71：イオンモール水戸内原 - 内原駅 - 内原庁舎前 - 内原駅 - イオンモール水戸内原
- イオンモール水戸内原 - 内原駅 - 内原庁舎前 - 内原高速バス停入口 - 鯉淵営業所
- イオンモール水戸内原 - 内原駅
- 3：浜田営業所 - 若宮団地 - 城東 - 日赤病院 - 水戸駅 - 大工町 - 大内田 - 桜川西団地 - 桜川車庫
- 水戸駅 - 三高下 - 柳町中央 - 東台 - 浜田営業所
- 水戸駅南口 - 市役所 - 本町 - 浜田営業所

※3・23は浜田営業所と、１・5・11・12・19・23・24・73・74・81は茨大前営業所と共管

### 廃止路線
- 友部駅 - 羽鳥十字路 - 石岡駅
- [1]：水戸駅北口 - 大工町 - 歴史館偕楽園入口 - 表町 - 若林 - 鯉淵営業所 - 旭台団地入口 - 下土師 - 岩間駅
- [1]：水戸駅北口 - 大工町 - 歴史館偕楽園入口 - 表町 - 若林 - 飯島
- 赤塚駅南口 - 高天原団地 - 大山原 -水戸医療センター[1]
- 赤塚駅南口 - 高天原団地 - 常陸高田 - 水戸医療センター[1]
- 友部駅 - 柿橋 - 鯉渕営業所[2]
- 赤塚駅南口 - 河和田並木 - 鯉淵営業所

## 所属車両

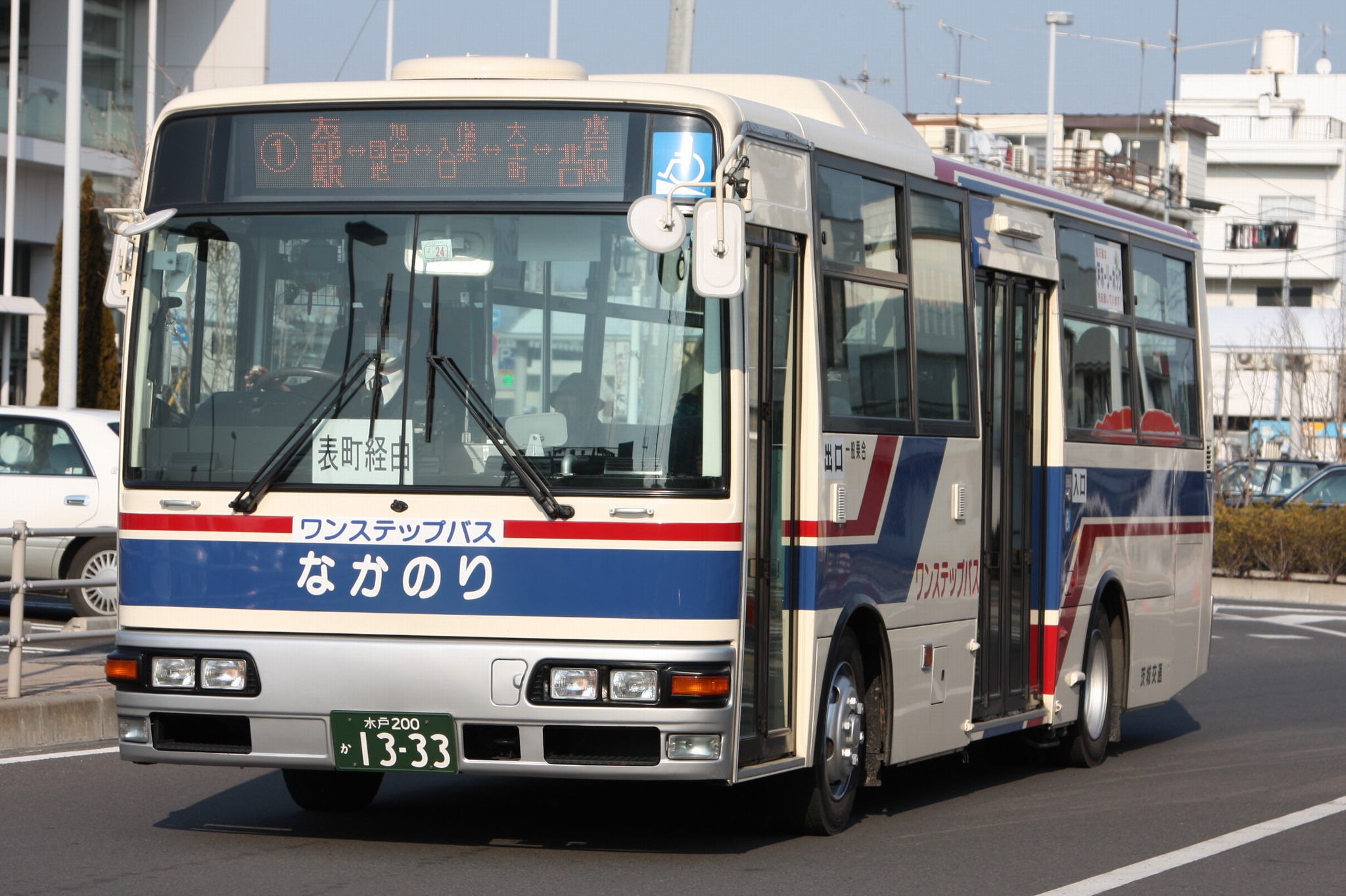
一般路線車両

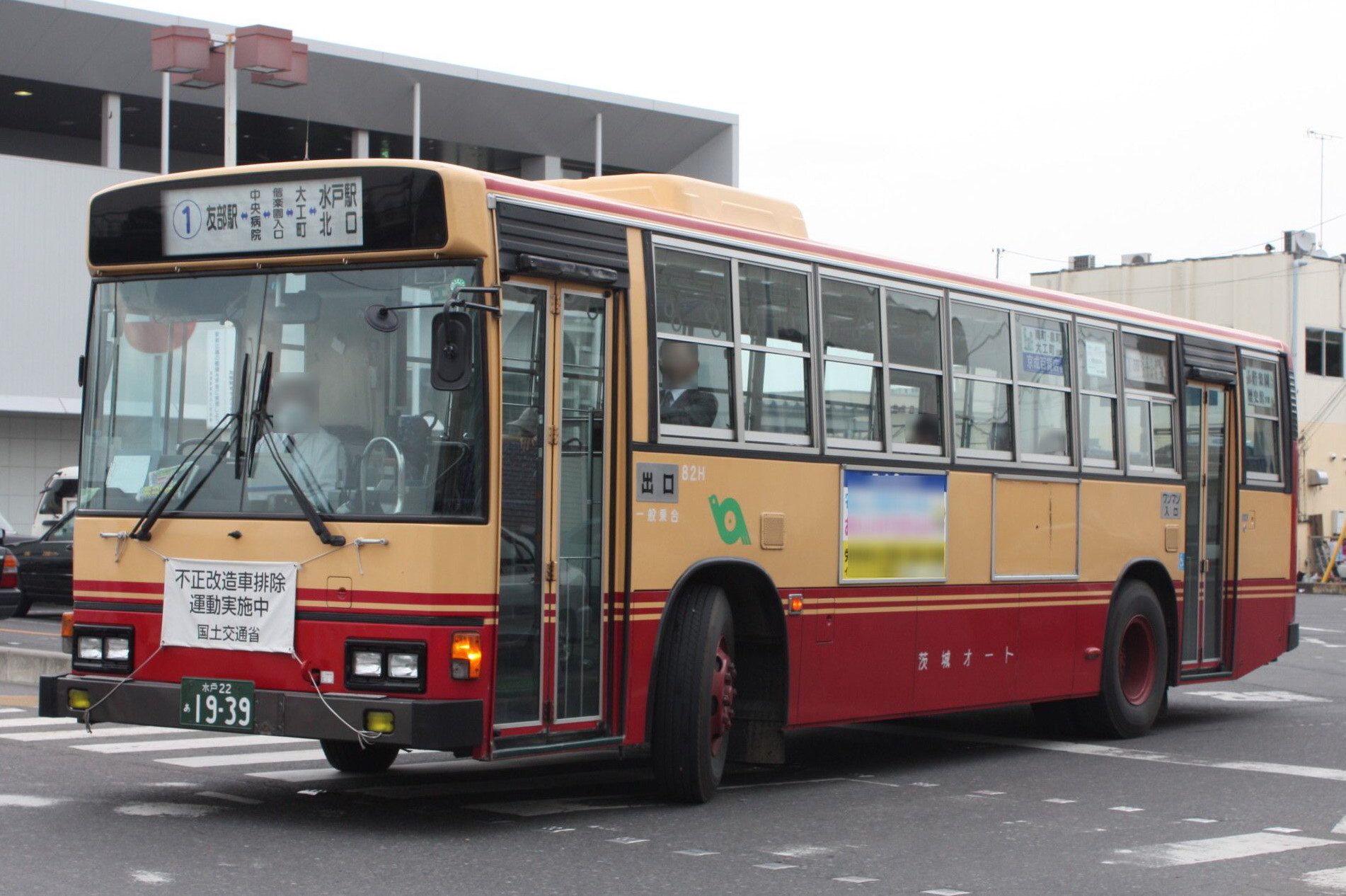
茨城オート時代に導入された車両

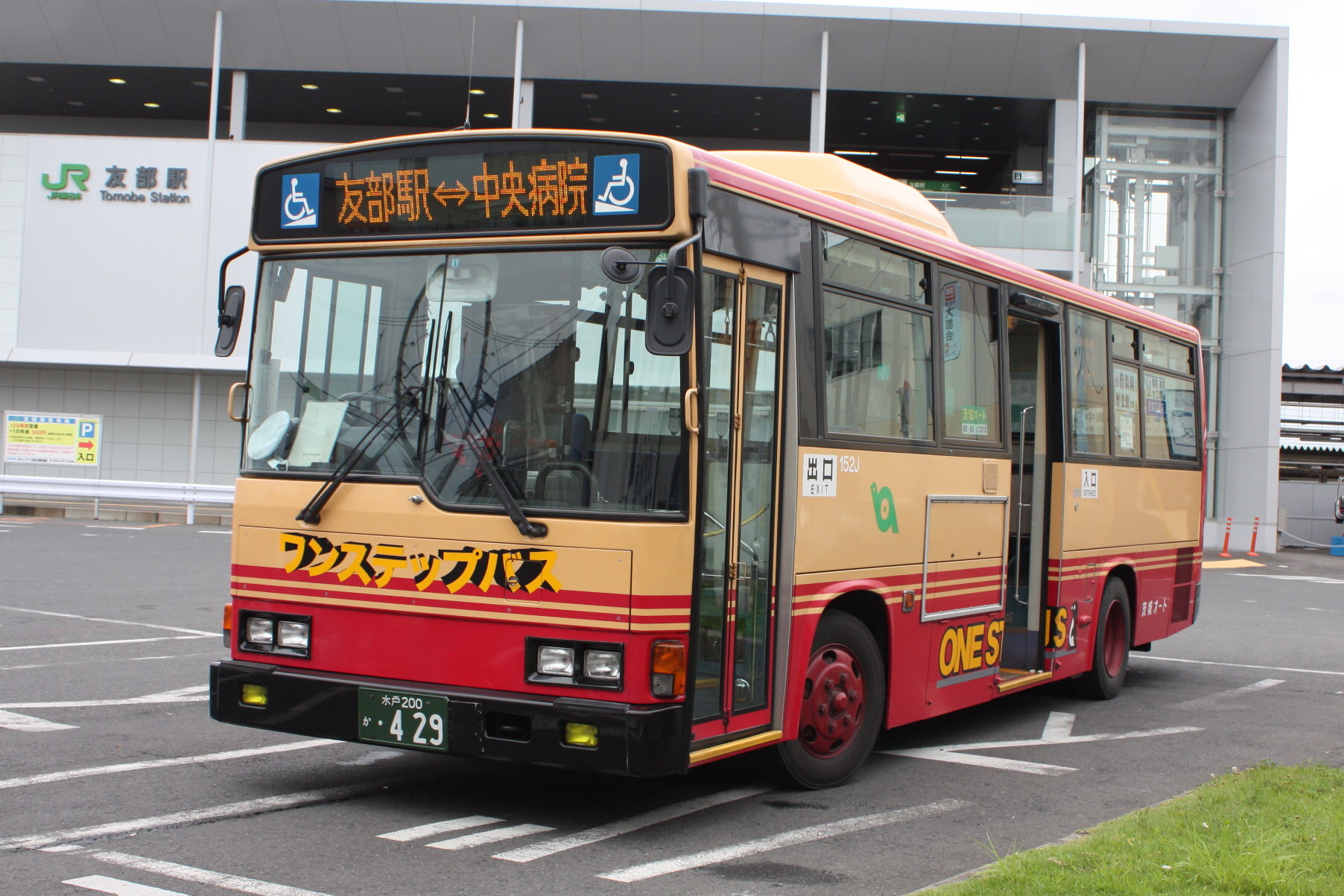
茨城オート時代に導入された車両

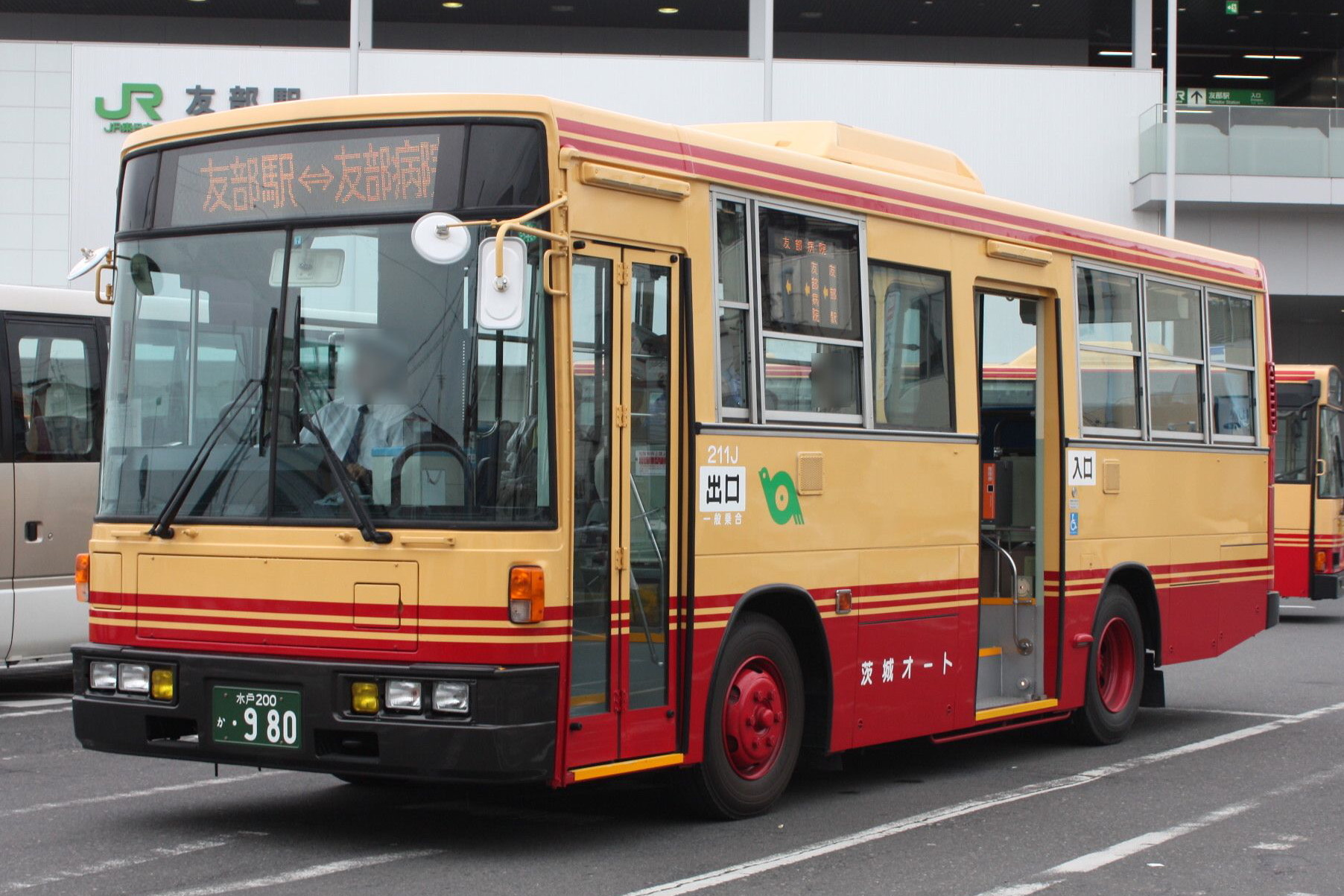
茨城オート時代に導入された中古車両

2010年（平成22年）まで茨城オートの営業所だったため、移管当初は同社の赤と黄土色の塗装を纏った車が大半を占めていた。しかし茨城交通との合併後に代替した車や茨大前第二車庫閉鎖に伴う転属車によって茨城オートカラー車は数を減らしていき、現在路線車は全て茨交カラーとなった。また旧茨城オート路線で運用される場合、茨城オート時代を踏襲した縦書きの独特なLED表示が使用される。一般路線車は大型車と中型車が配置されている。
2018年（平成30年）には、茨城交通全営業所に先駆けて一般路線車は全てLED幕になった。
また敷地に余裕があるため他社から買い取った中古車両を当営業所に一時留置することがある。